# Catedral metropolitana de Tuxtla
La Catedral Metropolitana de San Marcos Evangelista de Tuxtla Gutiérrez, también llamada simplemente como Catedral de San Marcos o Catedral de Tuxtla, es la sede de la Arquidiócesis de Tuxtla Gutiérrez. Está ubicada en el lado sur de la Plaza Central de la ciudad capital del estado de Chiapas.
El edificio de estilo neoclásico ha sido remodelado en reiteradas ocasiones, siendo el templo de un convento dominico hasta 1965, año en que obtuvo la categoría de Catedral.

## Breve historia
La veneración a San Marcos, santo patrono de Tuxtla, data de 1560, fecha en que los frailes dominicos del convento en Tecpatán, construyeron el primer templo católico en esta población y lo dedicaron a San Marcos Evangelista. Año en que también se le antepuso al nombre de la aldea de Tuchtla (Tuxtla) el de San Marcos, habiendo quedado desde entonces como San Marcos Tuchtla. Fue a partir de 1560 que se empezó a construir el templo dedicado a San Marcos Evangelista, santo que se representa simbólicamente con un «león alado». Fundado como doctrina, según refiere la tradición, por Fray Antonio de Pamplona, santo evangelizador del convento de Tecpatlán, lo que quiere decir que Tuxtla fue primero doctrina con sacerdote residente y después a mediados del siglo XVII.
Con la construcción del templo se comenzó a instruir a los zoques en la doctrina cristiana y a establecer la obligación de registrar los bautizos, matrimonios y difuntos, así como la entrega de limosnas para el sostenimiento del templo y del sacerdote.
El curato de Tuxtla era administrado por un religioso de la Orden de los Predicadores de Santo Domingo, cuya vestimenta se componía de un llamativo pero humilde hábito blanco, capucha, capa y cinturón negro, Rosario y librito en mano, con voz pausada y ceremoniosa, se dirigía a sus feligreses zoques en su idioma. Fue así como los zoques de la zona comenzaron a oír misa.
La ciudad de San Marcos Tuxtla fue visitado, el 10 de septiembre de 1586, por fray Alonso Ponce, Comisario General de la Orden Franciscana, en su viaje por las providencias de la Nueva España. Sobre los feligreses zoques, el padre Ponce dijo: «están muy bien doctrinados y enseñados en las cosas de la fe».
Cuenta la leyenda, que, el 27 de agosto de 1796 un padre, cura de la santa Iglesia parroquial de San Marcos Evangelista, bautiza al niño Joaquín Miguel Gutiérrez Canales (niño que con el tiempo fue héroe epónimo de Tuxtla), hijo de los señores Miguel Gutiérrez Fernández y Rita Quinteria Canales Espinosa, siendo la madrina doña Josefa Espinosa, abuela materna.
En 1815 la figura del templo de San Marcos aparece por primera vez en una pintura que representaba al parque de la Villa de San Marcos Tuxtla. En 1821 el ayuntamiento tuxtleco prohíbe a los zoques que den raciones a los curas párrocos, como lo ordenaba una real disposición. En 1825 aparece en otra pintura, pero ya remodelado, tanto el templo como el atrio y el panteón de la Villa.

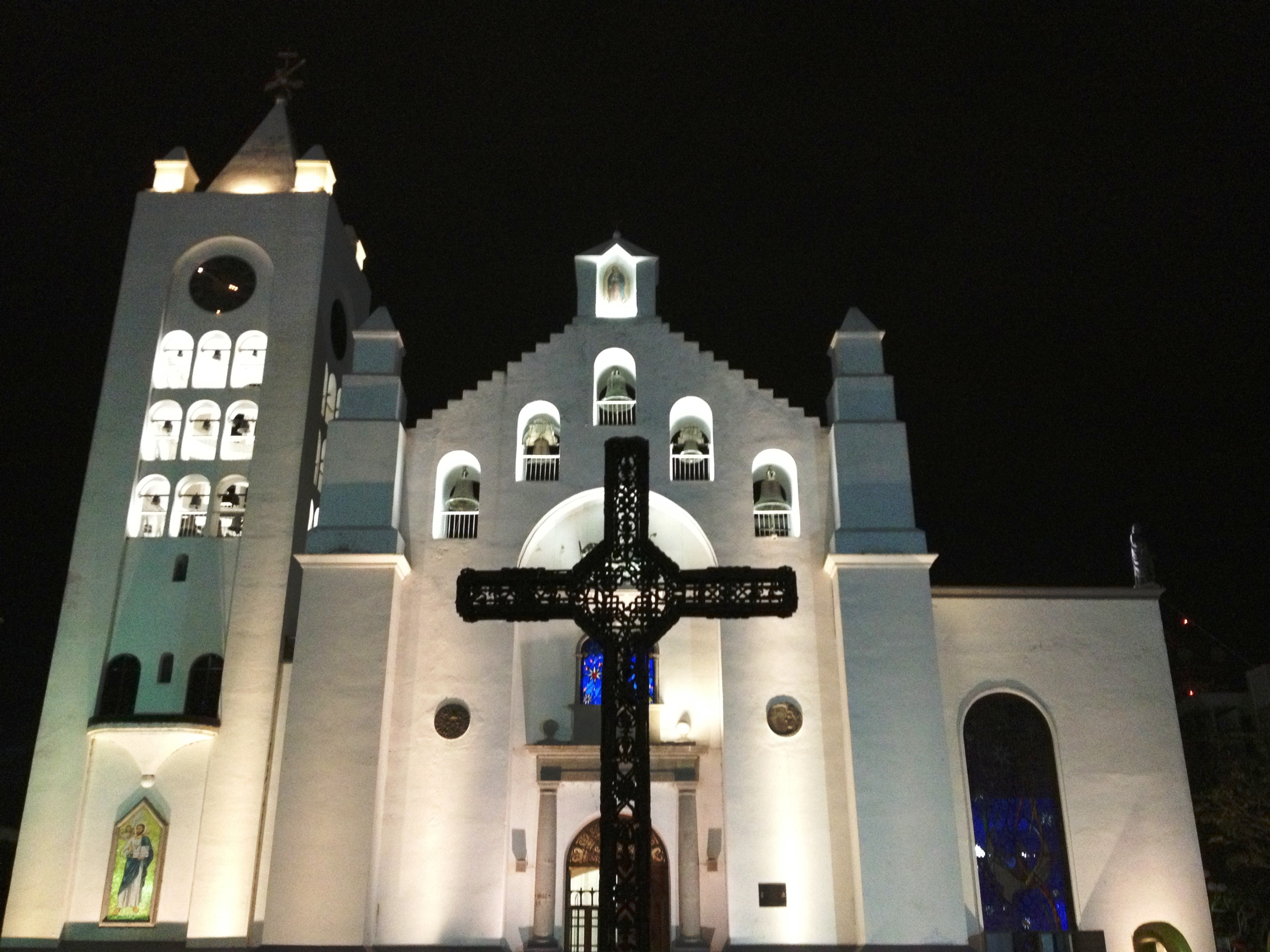
Fachada de la Catedral de San Marcos.

Siguiendo el cuento, se dice que el 31 de mayo de 1848, los restos mortales de don Joaquín Miguel Gutiérrez, héroe federalista de Chiapas, fueron depositados en el templo de San Marcos, después de haber permanecido durante diez años en la capilla de San Jacinto, mismos que estuvieron en este lugar hasta 1938 en que fueron depositados bajo su propia estatua en el nuevo parque «Joaquín Miguel Gutiérrez», que estuvo durante muchos años al frente de esta parroquia. En este mismo año (1848) se le agrega el apellido Gutiérrez a la ciudad de Tuxtla, por lo que de aquí en adelante se le conoció como Tuxtla Gutiérrez, en homenaje a la leyenda del héroe tuxtleco Joaquín Miguel Gutiérrez, dejándose en el olvido la antigua denominación de San Marcos Tuxtla, que había tenido desde 1560 en que fue fundado por los dominicos como parte de la política de reducción de la Corona Española, en cumplimiento de la real cédula de 1540, que ordenaba la aglomeración de los indígenas en cultos, para su evangelización y cobro de un tributo.
En 1898, siendo cura párroco Manuel de Jesús Coronel, le fue colocado, en la torre del lado norte, la primera torre del reloj pública que tuvo Tuxtla, en 1891; misma que había sido propiedad del ayuntamiento. En 1902 un pequeño grupo de religiosas de la Providencia, que había traído de Francia el obispo de Chiapas Francisco Orozco y Jiménez, fundó el Colegio de Niñas de Tuxtla.
En 1914 el templo fue utilizado como cuartel militar por las fuerzas carrancistas que comandaba el general Jesús Agustín Castro, quienes dejaron semidestrozado el edificio. En 1916 el cura Joaquín Palacios lo mandó a reparar, techándolo con bóveda catalana.
En 1913 el H. Ayuntamiento Constitucional de Tuxtla Gutiérrez coloca, en plan de homenaje a la anteriormente nombrada leyenda del nombre del municipio, una placa en la parte posterior del templo (callejón del sacrificio), que dice «A la Memoria del Ilustre Patriota Liberal General Joaquín Miguel Gutiérrez, 1838-1931. H. Ayuntamiento», con motivo del XCIII aniversario de la muerte heroica de Joaquín Miguel Gutiérrez, federalista tuxtleco que fue herido y fusilado por las fuerzas centralistas el 8 de junio de 1838.
En 1934 el Gobierno del Estado que encabezó el coronel Victórico R. Grajales, llevaba una campaña anticlerical, tanto contra sacerdotes como contra la mismísima iglesia católica, persecución religiosa que culminó con el cierre de los templos, la quema de santos y la sustitución de los nombres de los santos de los municipios, pueblos, calles, parques, etc. Los únicos sacerdotes que quedaron, de esta parroquia, fueron Joaquín Palacios y Eliseo Morales, quienes tuvieron que esconderse para continuar celebrando misas, en forma secreta, a medianoche. La quema de santos se hizo frente a los parques «Joaquín Miguel Gutiérrez» y de la Revolución (Parque Central), así como en el lugar denominado «El Divisadero».
El 24 de julio de 1965 se erige la Diócesis de Tuxtla misma que abarca una superficie territorial de 22 629 kilómetros cuadrados. Por tal motivo, la antigua parroquia adquirió el rango de Catedral de San Marcos, Iglesia Episcopal de la Diócesis de Tuxtla, por su santidad Pablo VI, siendo su primer obispo el Dr. José Trinidad Sepúlveda.
En 1982 el entonces gobernador de Chiapas Juan Sabines Gutiérrez hizo modificaciones al edificio, como quitarle las dos grandes torres frontales y sustituirlas por una sola de reloj musical a la izquierda, modernizar el frontispicio y colocar sobre el portón principal un león con alas. Realmente, todo esto fue para darle a la catedral un supuesto aspecto de iglesia del menor nivel.
En 1990 el Papa Juan Pablo II visita el Estado de Chiapas, en particular la Catedral de San Marcos; por tal motivo, se coloca una placa en la puerta del lado norte de la catedral, con la siguiente leyenda: «El día 11 de mayo de 1990, el Papa Juan Pablo II, peregrino del amor y la paz, visitó desde este lugar a los chiapanecos y al sur de México. Las tres diócesis de Chiapas le dedicamos el presente testimonio de gratitud, por su mensaje evangelizador y su especial predilección de padre.»
En 1997 se construye un atrio y parque público de estilo neocolonial (con quiosco, fuente y una cruz frente al portón principal), lo mismo abarcó los cuatro costados del templo. La placa de restauración de la Catedral de San Marcos, así como de la remodelación del parque, fue develada (en una visita pastoral que hizo a Chiapas) por el nuncio apostólico de la Santa Sede en México Juan Mullor García, el gobernador del Estado Lic. Julio César Ruiz Ferro y el Obispo de la Diócesis de Tuxtla Monseñor Felipe Aguirre Franco. La remodelación del parque y la restauración de la catedral tuvo un costo de 8 millones 700 mil pesos que fueron aportados por el Gobierno del Estado de Chiapas. La inauguración de los trabajos se hizo el 17 de diciembre de 1997.
En 2007 el templo fue consagrado como Catedral Metropolitana (Parroquia del Sagrario Metropolitano).

## El edificio
Presenta una sola nave, de planta de cruz latina, cerrada por bóveda de cañón. La portada del edificio consta de dos cuerpos. 
El primero cuenta con arco de acceso custodiado por dos columnas que sostienen el entablamiento. El segundo cuerpo presenta dos ventanas, sobre las que se encuentra la estatua de un león alado (el símbolo de San Marcos).
El interior del templo está decorado en estilo neoclásico, y el techo del crucero está cubierto por unas bóveda semiesférica. El altar principal es de reciente factura.

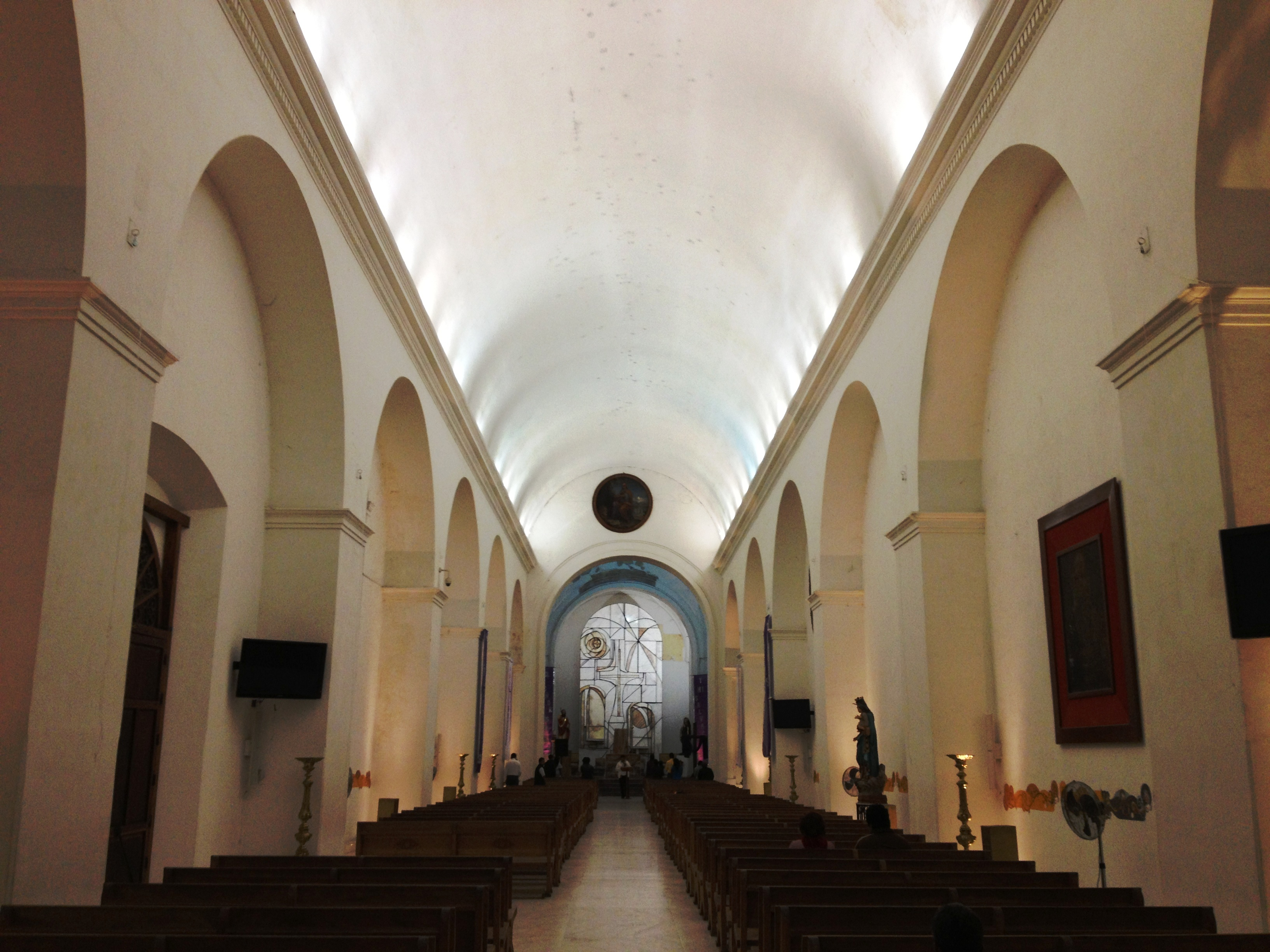
Interior de la Catedral de San Marcos en Tuxtla Gutiérrez, Chiapas.

La torre de la catedral alberga un hermoso carrillón con 48 campanas y sistema musical, realizado en Alemania. A cada hora se ven desfilar, sobre un pedestal, las figuras de los doce apóstoles.
Esta iglesia se ubica en la Av. Central Oriente y Calle Central, en el centro histórico de la ciudad de Tuxtla.

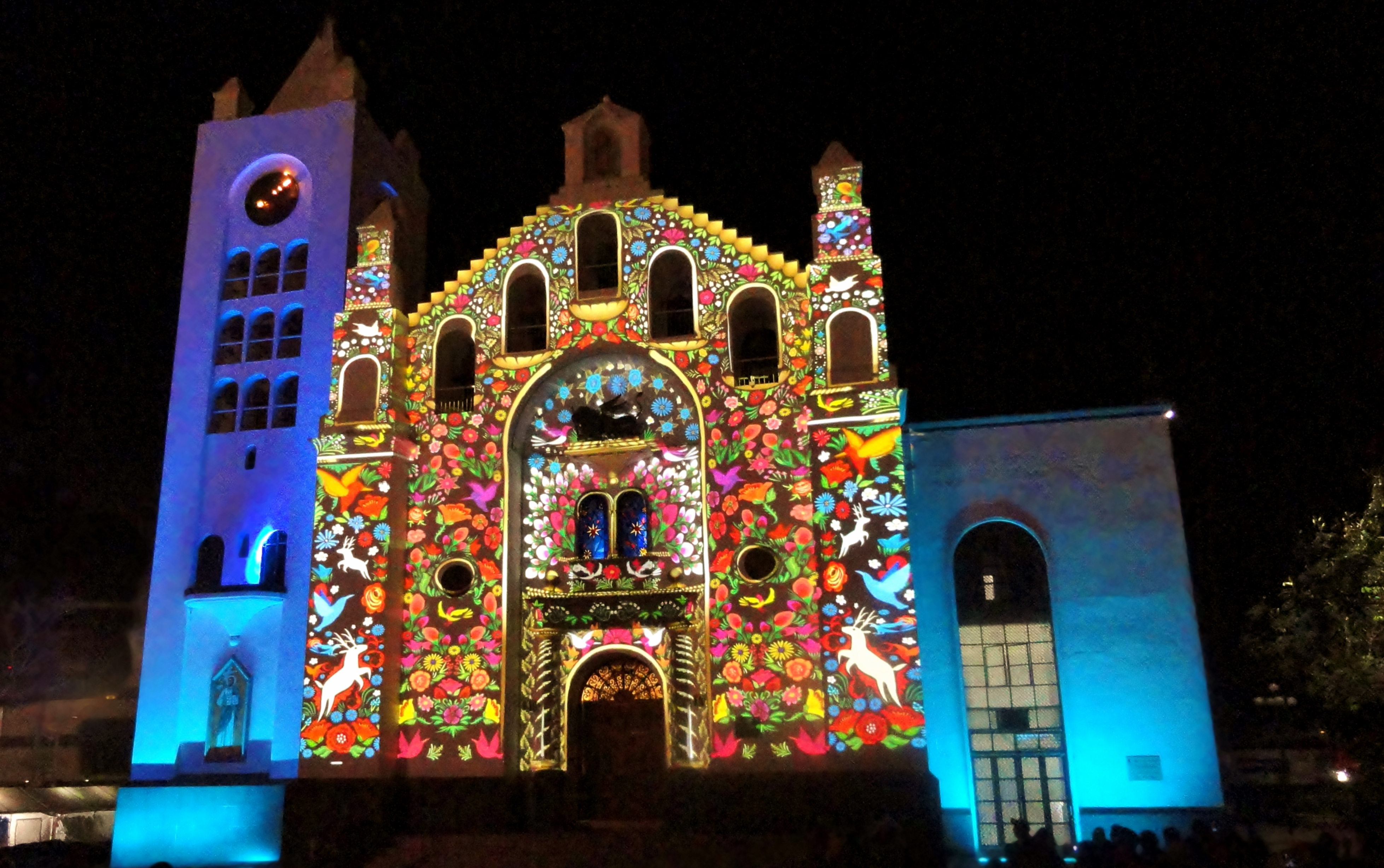
Fachada de San Marcos iluminada con proyecciones de la laca de Chiapa de Corzo.